# Grannis, Arkansas
Grannis là một thành phố thuộc quận Polk, tiểu bang Arkansas, Hoa Kỳ. Năm 2010, dân số của thành phố này là 554 người.

## Dân số
- Dân số năm 2000: 575 người.
- Dân số năm 2010: 554 người.